# Ceratitis brachychaeta
Ceratitis brachychaeta
 es una especie de insecto del género Ceratitis de la familia Tephritidae del orden Diptera. 
Amnon Freidberg la describió científicamente por primera vez en el año 1991.